# Rashid Khan
Rashid Khan o Ustad Rashid Khan  (Badayun, Uttar Pradesh; 1 de julio de 1966-Calcuta, 9 de enero de 2024) fue un cantante y músico de música clásica indio. Intérprete de la música tradicional indostánica. Pertenece a una familia famosa llamada, Rampur-Sahaswan gharana, que eran intérpretes de música clásica. Además es bisnieto de la fundación Gharana, el reconocido músico Inayat Hussain Khan. Está casado con Joyeeta Bose, perteneciente a la familia de Acharya Jagdish Chandra Bose. Rashid fue galardonado con el premio "Padma Shri", así también con otras premiaciones como el Premio "Sangeet Natak Akademi" en 2006.

## Biografía
Nacido en Badayun, Uttar Pradesh. Recibió una formación inicial de su tío abuelo materno, Nissar Hussain Khan (1909-1993). También el sobrino de Ustad Ghulam Mustafa Khan.
Cuando era niño tenía poco interés en la música. Su tío Ghulam Mustafa Khan, fue uno de los primeros en notar sus talentos musicales y durante algún tiempo, lo entrenó en Mumbai. Sin embargo, recibió una formación principal de Nissar Hussain Khan, inicialmente en su casa de Badayun. Recibió una disciplina estricta, pues Nissar Hussain Khan insistió en su entrenamiento de voz a partir de las cuatro de la mañana y que la práctica que recibiá Rashid, era su primera nota de escala durante horas y horas. Un día entero se gastaría en la práctica, en sólo en una sola nota. Aunque Rashid, detestaba esas lecciones en su niñez, pero el entrenamiento disciplinado le demostró en su dominio más fácil. No fue sino hasta que tenía 18 años, en la que Rashid comenzó a disfrutar realmente una gran formación musical.

## Carrera
Rashid Khan dio su primer concierto a la edad de once años y al año siguiente en 1978, se presentó en un concierto, gira de concierto llamada "Nueva Delhi ITC". En abril de 1980, cuando Nissar Hussain Khan se trasladó a la "ITC Sangeet Research Academy" (SRA), en Calcuta, Rashid Khan también se unió a esta academia a la edad de 14 años. En 1994, fue reconocido como un músico y cantautor por su proceso formal en dicha academia.

## Discografía
- Poore Se Zara Sa Kam Hai - Mausam
- Jab We Met
- The Song of Shiva
- Morning Mantra
- Allah Hi Rahem - My Name Is Khan
- Yatra - A Journey of Rabindrasangeet & Hindustani Classical Bandish, con Nachiketa Chakraborty
- Kabir
- Naina Piya Se
- Raga Bageshri / Desh (1991)
- Raga Yaman / Raga Kirwani (1994)
- Khyal (1996)
- Live In Concert: Moreton Centre (2000)
- The Genius of Rashid Khan (2000)
- The Song of Shiva (2000)
- In London (2000)
- Voice of India (2002)
- Morning Mantra (2003)
- Yearning (2006)
- Reflection (2006)

## Premios
- 2006, Premio Padma Shri
- 2006, Premio Académico Sangeet Natak
- 2010, Premio Global Indian Music
- 2012, Premio Maha Sangeet Samman
- 2013, Premio Padmabhusan